# Uwu

Émoticône uwu stylisée et rougissant.

uwu, également stylisé en tant que UwU, est une émoticône indiquant la mignonnerie. Les lettres u représentent des yeux, tandis que le w représente une bouche,.

## Utilisation
uwu est souvent utilisé pour désigner la mignonnerie, le bonheur ou la tendresse,. Une utilisation excessive de l'émoticône peut également avoir pour effet d'embêter son destinataire. L'émoticône est populaire dans le fandom furry. Il a également une variante plus surprise et parfois allusive, OwO (également associée au fandom furry et souvent associé au mème anglophone dans lequel il est suivi par « What's this? »). Sa ressemblance avec l'emoji 0w0, qui peut aussi dénoter la gentillesse ainsi que la curiosité et la perplexité, et provenant de la série Kamen Rider Blade peut être notée.

## Histoire
La première apparition recensée de uwu remonte au 14 octobre 2005, dans une fanfiction se basant sur l'univers de Yu-Gi-Oh!. L'origine du mot est inconnue, de nombreuses personnes pensent qu'il provient des forums de discussion sur Internet. En 2014, l'émoticône s'est répandue sur Internet à travers Tumblr, devenant un élément de la sous-culture d'Internet.
Le uwu est inclus dans l'observatoire des mots de l'Académie royale espagnole. Il est défini comme une émoticône utilisée pour montrer le bonheur ou la tendresse,.

### Utilisations notables
En 2018, le compte Twitter officiel a tweeté uwu en réponse au tweet d'un artiste, le 22 octobre 2018.
En 2020, le compte Twitter de l'U.S. Army Esports a tweeté « uwu » en réponse à un tweet de Discord. Ce tweet a été accueilli par des réactions négatives importantes des utilisateurs de Twitter. Cet événement a abouti à une tendance consistant à tenter d'être banni du serveur Discord de l'U.S. Army Esports le plus rapidement possible. Une technique courante employée par les utilisateurs consistait à créer un lien vers l'article Wikipédia concernant les crimes de guerre des États-Unis.